# Tom Faiers
Thomas Patrick Faiers, más conocido como Tom Faiers, nacido el 19 de mayo de 1987 en Cheltenham (Reino Unido), es un ciclista profesional.
Antes de ser profesional corrió en el Camargo Roper Ferroatlantica, en 2009.
Para la temporada 2010, el Footon-Servetto, de categoría UCI ProTour le firmó para una temporada dando así el salto al profesionalismo.

## Palmarés
Aún no ha conseguido ninguna victoria como ciclista profesional.

## Equipos
- Footon-Servetto (2010)
- Wonderful Pistachios (2011)